# 謝里敦縣 (堪薩斯州)
謝里敦縣（英語：Sheridan County，簡稱SD）是美國堪薩斯州西北部的一個縣。面積2,322平方公里。根據美國2000年人口普查，共有人口2,813人。縣治霍克西 (Hoxie)。
成立於1880年6月2日。縣名紀念南北戰爭將領菲利浦·謝里敦。